# Ole Lauring
Ole Lauring (født 1939) er en dansk forfatter og børnebogsforfatter til en række historiske romaner. Han er søn af en den danske forfatter Palle Lauring.